# Castel Dobra
Castel Dobra (in sloveno Dobrovo, in friulano Dobre) è un paese della Slovenia, sede del comune di Còllio, al centro del Còllio sloveno.

## Geografia fisica
La località è situata a 4,0 km dall'Italia.

L'altura principale è il monte Naverco (Na vrhu), 180 m. La località è lambita dal torrente Recca (Reka).

## Storia
Dopo la caduta dell'Impero romano d'Occidente, e la parentesi del Regno ostrogoto, i Longobardi si insediarono nel suo territorio, seguiti poi attorno al VI secolo da popolazioni slave. Fu così che tutto il Collio entrò a far parte del Ducato del Friuli. Alla caduta del Regno longobardo subentrarono quindi i Franchi; nell'887 Arnolfo, Re dei Franchi orientali, istituì la marca di Carniola; tra il 952 e il 957 il Patriarcato di Aquileia (assieme a Istria, Carinzia e Carniola) passò sotto l'autorità del Duca di Baviera e poi nel 976 nel Ducato di Carinzia appena costituito dall'imperatore Ottone II.
Tutto il Collio restò in mani patriarcali fino al 1300 quando la sua parte orientale, compreso Castel Dobra, venne annessa dalla Contea di Gorizia, mentre la sua parte orientale (comprendente anche San Lorenzo di Brizza, San Lorenzo di Nèbola (Šlovrenc) e la maggior parte di Nèbola) rimase ai Patriarchi e passando a sua volta, dopo il 1420, sotto l'autorità della Repubblica di Venezia.
Nel 1500 gli Asburgo s'impossessano della Contea di Gorizia, un territorio fortemente ambito dalla Serenissima la quale mirava ad espandersi ad est dell'Isonzo; l'assetto territoriale tra le due potenze, stabilito dal trattato di Noyon (1516) e sancito da quello di Worms (1521), diede luogo a una linea di confine tortuosa ed incerta, con enclavi arciducali in territorio veneziano e viceversa; anche la pace firmata a Madrid dopo la sanguinosa guerra di Gradisca ristabilì con meticolosa precisione il confine preesistente.
Con la convenzione di Fontainebleau del 1807, passò, per un breve periodo fino al 1814, assieme a tutti i territori sulla sponda destra del fiume Isonzo, nel Regno d'Italia napoleonico sotto il Dipartimento di Passariano.
Col congresso di Vienna nel 1815 rientrò in mano austriaca; passò in seguito sotto il profilo amministrativo al Litorale austriaco nel 1849 nel comune di Bigliana.
Tra le due guerre mondiali fu frazione del comune di Bigliana della provincia del Friuli per poi passare, nel 1927, alla ricostituita Provincia di Gorizia. Nel 1927 furono unificati i comuni di Bigliana e di Medana; Castel Dobra diventò il capoluogo comunale del nuovo comune, che comprendeva anche le frazioni di Barbana nel Còllio (Barbana), Bigliana (Biljana), Castelletto Zeglo (Ceglo), Cosarna (Kozarno), Dornovico (Drnovk), Fleana (Fojana), Medana (Medana), Plessiva di Medana (Plešivo), Salimbergo (Zali Breg), San Lorenzo di Brizza (Brdice pri Neblem), San Lorenzo di Nèbola (Šlovrenc) e Senosènchia (Snežeče).

Fu soggetto alla Zona d'operazioni del Litorale adriatico (OZAK) tra il settembre 1943 e il 1945 e tra il 1945 e il 1947, trovandosi a ovest della linea Morgan, fece parte della Zona A della Venezia Giulia sotto il controllo britannico-americano del Governo Militare Alleato (AMG); passò poi alla Jugoslavia e quindi alla Slovenia, ad eccezione di parti delle frazioni di Castelletto Zeglo e Plessiva di Medana che rimasero all'Italia, passando al comune di Cormons.

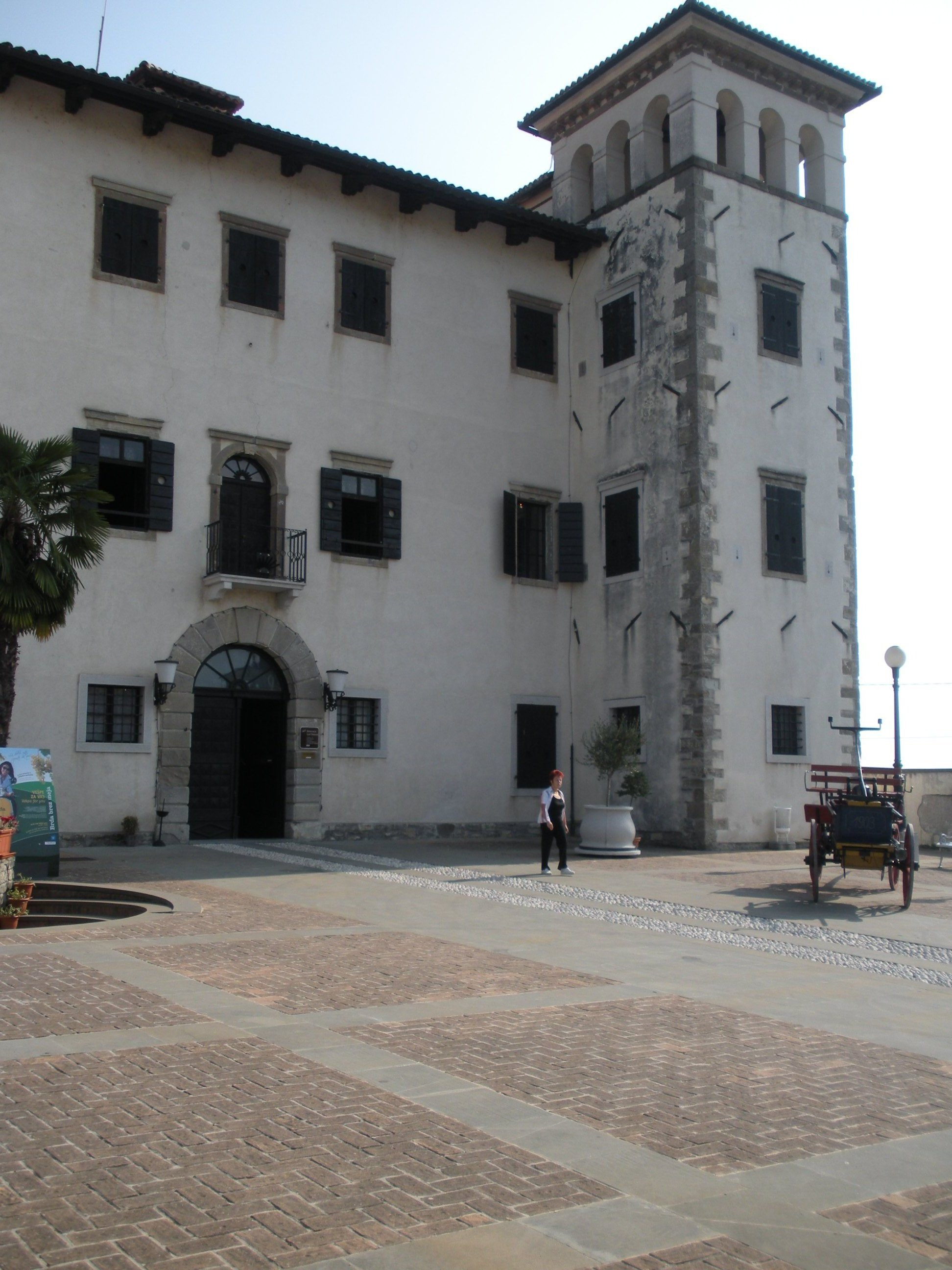
Facciata principale del castello

## Monumenti e luoghi d'interesse

### Castello
Nei pressi del paese vi è un castello eretto nel XVII secolo, sopra le fondamenta di uno più vecchio, di stile rinascimentale a base quadrata con una torre a ogni angolo, fino ad oggi rimasto inalterato nel suo aspetto esteriore.

Il suo muro di cinta fu eretto presumibilmente durante la guerra di Gradisca e trasformato in seguito, dopo la cessata minaccia veneziana, in un portico; una delle torri invece divenne una cappella dedicata a sant'Antonio da Padova.

I primi proprietari del castello furono quasi certamente i Colloredo. Alla fine del XVIII secolo il castello passò alla famiglia Catterini-Erzberg di Gorizia, più tardi a quella dei marchesi di Montecuccoli. Nel 1872 il possedimento finì nelle mani del conte Baguer in seguito alle nozze di quest'ultimo con l'ultima discendente della famiglia Catterini.

Tra le diverse sale ammirabili al primo piano (il piano terra è ora un ristorante) vi sono il salone dei Cavalieri, con gli stemmi delle famiglie nobiliari del tempo, e la sala di Caccia ornata di pitture murali del 1894 rappresentanti i possedimenti del conte Baguer, opera di Clemente del Neri.